# Nhạc thính phòng

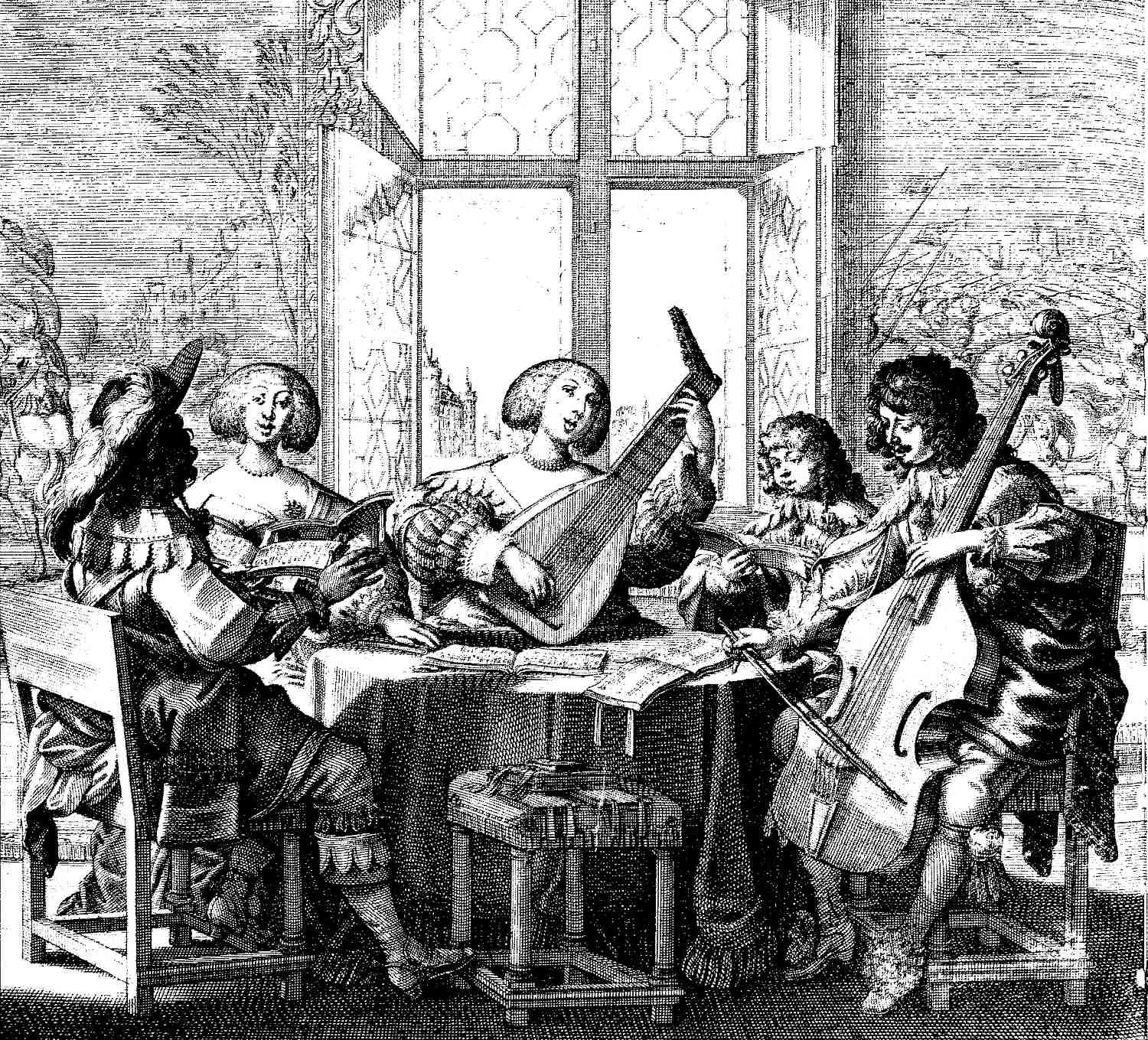
Nhạc thính phòng vào thế kỉ 17

Âm nhạc thính phòng có nguồn gốc từ ngôn ngữ Latinh (camera) – có nghĩa là nhạc để biểu diễn trong phạm vi không gian nhỏ (như phòng hòa nhạc) để phân biệt với nhạc giao hưởng, nhạc sân khấu (thí dụ opera, oratoria, cantata) dành cho các gian hòa nhạc lớn. Thuật ngữ này được hình thành từ thời Trung cổ nhưng mãi đến cuối thời đại Phục Hưng mới được khẳng định rõ ý nghĩa mà hiện nay chúng ta vẫn hiểu về nó. Trước kia, âm nhạc thính phòng theo nguyên tắc được trình diễn ở các buổi hòa nhạc trong phạm vi gia đình, chính từ đây đã hình thành nên thành phần các nhạc công của loại hình nghệ thuật này: từ một độc tấu (hay được gọi là solist) cho đến vài ba nhạc công đủ để biểu diễn trong phạm vi nhỏ và liên kết với nhau thành nhóm nhạc thính phòng. Khi sáng tác cho âm nhạc thính phòng, các nhạc sĩ thường chú trọng đến từng phương thức biểu cảm của từng cấu trúc âm nhạc phù hợp với từng loại nhóm cụ thể. Đặc tính của âm nhạc thính phòng biểu hiện ở sự cân bằng giữa các giọng nhạc (khác biệt với các tác phẩm trong đó phân biệt rõ bè chính, bè đệm) và tính chất cô đọng, tinh tế trong từng ngữ điệu, giai điệu, nhịp điệu và phương thức biểu cảm. Vai trò vô cùng quan trọng ở đây là sự phát triển của các "chủ đề âm nhạc" mang giàu hình tượng nghệ thuật, âm nhạc thính phòng có ưu thế đặc biệt biệt về khả năng biểu hiện những cảm xúc trữ tình với tất cả các mặt nhạy cảm và tinh tế nhất của tâm hồn con người.
Giữa thế kỷ XVI, hình thành rõ sự phân biệt giữa nhạc nhà thờ và nhạc thính phòng trong các thể loại nhạc dành cho giọng hát. Một trong những tác phẩm đầu tiên tiêu biểu nhất của ÂNTP phải kể đến "L'antica musica ridotta alla moderna" của Nicolo Vitrentino (1555). Cuối thế kỷ XVII đầu thế kỷ XVIII, ÂNTP bắt đầu phát triển mạnh ở các loại hình âm nhạc dành cho nhạc cụ hay còn gọi là khí nhạc. Ở những giai đoạn đầu tiên này, giữa nhạc cho giọng hát và khí nhạc hầu như không phân biệt về phong cách nghệ thuật. Cho đến giữa thế kỷ XVIII, sự phân biệt giữa chúng mới được thể hiện rõ nét đúng như lời nhận định của nhà âm nhạc học trứ danh Kvanz: "Âm nhạc thính phòng đòi hỏi sự sống động và tự do trong ý tưởng âm nhạc hơn âm nhạc nhà thờ". Thể loại cao nhất của âm nhạc thính phòng dành cho khí nhạc thời kỳ này là tổ khúc sonate (sonata da camera) có nguồn gốc từ tổ khúc vũ điệu. Nửa sau thế kỷ XVIII, cùng với tên tuổi các thiên tài: Joseph Haydn, Mozart, Ludwig van Beethoven,... đã hình thành các thể loại âm nhạc thính phòng cổ điển – độc tấu, song tấu, tam tấu, tứ tấu, ngũ tấu,... trong đó ý nghĩa đặc biệt quan trọng là các nhóm dành cho các đàn dây (violin, viola, viôlôngxen). Chính bởi vì ở các thể loại này hội tủ mọi điều kiện để có thể diễn tả cảm xúc, hình tượng nghệ thuật một cách phong phú nên chúng đã thu hút nhiều nhạc sĩ thiên tài từ cổ điển cho đến hiện đại, ngoài các nhạc sĩ đã kể trên còn có Johannes Bramhs, Antonin Dvozak, Bedřich Smetana, Edvard Grieg, Franz Schubert, Aleksandr Borodin, Sergei Rachmaninoff,... (thế kỷ XIX), Claude Debussy, Maurice Ravel, Max Reger, Béla Bartók, Sergei Prokofiev, Dmitry Shostakovich,... (thế kỷ XX).
Quá trình phát triển của phong cách âm nhạc thính phòng đã trải qua nhiều biến đổi, trong đó đặc biệt phải kể đến mối liên quan tương tác giữa âm nhạc thính phòng và âm nhạc giao hưởng. Từ đó đã nảy sinh ra các tác phẩm âm nhạc thính phòng mang ảnh hưởng của nhạc giao hưởng (như sonate dành cho violông - "Kreisler" của Beethoven, sonate dành cho violông của Frank) và ngược lại - âm nhạc giao hưởng của âm nhạc thính phòng (như giao hưởng số 14 của Dmitry Shostakovich). Chính vì vậy đã xuất hiện khái niệm âm nhạc mới - "Dàn nhạc thính phòng" và "Giao hưởng thính phòng" để chỉ những tác phẩm giao hưởng dành cho các dàn nhạc nhỏ với số lượng nhạc cụ hạn chế. Vai trò vô cùng quan trọng trong âm nhạc thính phòng phải kể đến các tiểu phẩm dành cho các loại nhạc cụ trong đó nổi bật nhất là các tác phẩm dành cho đàn piano bao gồm nhiều thể loại khác nhau: valse, nocturne, prelude,... của Franz Schubert, Robert Schumann, Frederic Chopin, Skryabin, Sergei Rachmaninoff, Sergei Prokofiev,... Tuy dòng nhạc hàn lâm du nhập vào nước ta chưa được lâu, nhưng các nhạc sĩ Việt Nam cũng đã sáng tác nhiều bản nhạc thính phòng ngay từ những năm kháng chiến chống Pháp, chống Mỹ trong đó nổi bật phải kể đến các tác phẩm của Hoàng Việt, Đỗ Nhuận,... góp phần đáng kể vào sự phát triển chung của văn hóa dân tộc.

## Nhạc thính phòng ở Việt Nam
Nhạc thính phòng ở Việt Nam có ba loại:
- Ca trù Bắc Bộ
- Ca Huế Trung Bộ
- Đờn ca tài tử Nam Bộ

## Sách đọc thêm
- Baron, John Herschel (1998). Intimate Music: A History of the Idea of Chamber Music. Pendragon Press. ISBN 1-57647-018-0.
- Blum, David (1986). The Art of Quartet Playing: The Guarneri Quartet in conversation with David Blum. New York: Alfred A. Knopf. ISBN 0-8014-9456-7.
- Booth, Wayne (1999). For the Love of It. Chicago: University of Chicago Press. ISBN 0-226-06585-5.
- Boyden, David (1965). The History of Violin Playing. Oxford and New York: Oxford University Press.
- Butterworth, Neil (1980). Dvorak, His Life and Times. Midas Books. ISBN 0-85936-142-X.
- Cobbett, Walter Willson, editor (1929). Cobbett's Cyclopedic Survey of Chamber Music. London: Oxford University Press. {{Chú thích sách}}: |first= có tên chung (trợ giúp)Quản lý CS1: nhiều tên: danh sách tác giả (liên kết) ISBN 9781906857820 and ISBN 978-1906857844.
- Donington, Robert (1982). Baroque Music: Style and Performance. New York: W. W. Norton. ISBN 0-393-30052-8.
- Einstein, Alfred (1947). Music in the Romantic Era. New York: W. W. Norton.
- Eosze, Laszlo (1962). Zoltan Kodaly, his life and work. Istvans Farkas and Gyula Gulyas (translators). Collet's.
- Geiringer, Karl (1982). Haydn: a Creative Life in Music. University of California Press. ISBN 0-520-04317-0.
- Gjerdingen, Robert (2007). Music in the Galant Style. Oxford and New York: Oxford University Press. ISBN 978-0-19-531371-0.
- Griffiths, Paul (1978). A Concise History of Modern Music. Thames and Hudson. ISBN 0-500-20164-1.
- Griffiths, Paul (1985). The String Quartet: a History. Thames and Hudson. ISBN 0-500-27383-9.
- Kerman, Joseph (1979). The Beethoven Quartets. New York: W. W. Norton and Company. ISBN 0-393-00909-2.
- Miller, Lucy (2006). Adams to Zemlinsky. Concert Artists Guild. ISBN 1-892862-09-3.
- Norton, M.D. Herter (1925). The Art of String Quartet Playing. New York: Simon and Schuster (1962).
- Raynor, Henry (1978). Social History of Music. Boston: Taplinger Publishing Company.
- Sadie, Stanley, editor (1984). The New Grove Violin Family. New York: W. W. Norton and Company. ISBN 0-393-02556-X. {{Chú thích sách}}: |first= có tên chung (trợ giúp)Quản lý CS1: nhiều tên: danh sách tác giả (liên kết)
- Schoenberg, Arnold (1984). Leonard Stein (biên tập). Style and Ideal: Selected Writings of Arnold Schoenberg. Berkeley and Los Angeles: University of California Press.
- Seth, Vikram (2000). An Equal Music. Vintage. ISBN 0-375-70924-X.
- Shaham, Natan (1994). The Rosendorf Quartet. Grove Press. ISBN 0-8021-3316-9.
- Solomon, Maynard (1978). Beethoven. Granada Publishing, Limited. ISBN 0-586-05189-9.
- Steinhardt, Arnold (1998). Indivisible by Four. Farrar, Straus and Giroux. ISBN 0-374-52700-8.
- Stowell, Robert, editor (2003). The Cambridge Companion to the String Quartet. Cambridge and New York: Cambridge University Press. ISBN 0-521-80194-X. {{Chú thích sách}}: |first= có tên chung (trợ giúp)Quản lý CS1: nhiều tên: danh sách tác giả (liên kết)
- Swafford, Jan (1997). Johannes Brahms. Vintage Books. ISBN 0-679-74582-3.
- Thompson, Oscar (1940). Debussy: Man and Artist. Tudor Publishing Company.
- Ulrich, Homer (1966). Chamber Music. Columbia University Press. ISBN 0-231-08617-2.
- Winter, Robert, and Martin, Robert, editors (1994). The Beethoven Quartet Companion. Berkeley and Los Angeles: University of California Press. ISBN 0-520-20420-4. {{Chú thích sách}}: |first= có tên chung (trợ giúp)Quản lý CS1: nhiều tên: danh sách tác giả (liên kết)
- The New Grove Dictionary of Music and Musicians (ed. Stanley Sadie, 1980)